# Basella paniculata
Basella paniculata är en växtart i släktet malabarspenater och familjen malabarspenatväxter. Den beskrevs först av Georg Ludwig August Volkens. Inga underarter finns listade i Catalogue of Life.
Basella paniculata växer i sydöstra Afrika, från Kenya i norr till Sydafrika i söder. Den återfinns i torr städsegrön buskskog eller skog, gärna på sandig eller klippig mark i skogsbryn.